# Locustella mandelli
El zarzalero de Mandell (Locustella mandelli) es una especie de ave paseriforme de la familia Locustellidae propia de las montañas del sureste de Asia. Anteriormente se consideraba una subespecie del zarzalero de Seebohm. Su nombre conmemora al naturalista italiano Louis Mandelli.

## Distribución y hábitat
Se encuentra en el Himalaya oriental y las montañas del sur de China y del sudeste asiático; distribuido por Bután, el noreste de la India, el sur de China, Birmania, Tailandia y Vietnam. En invierno se desplazan a contas más bajas y algunas poblaciones migran a las regiores costeras del sur de China. 